# Alfred Watkins

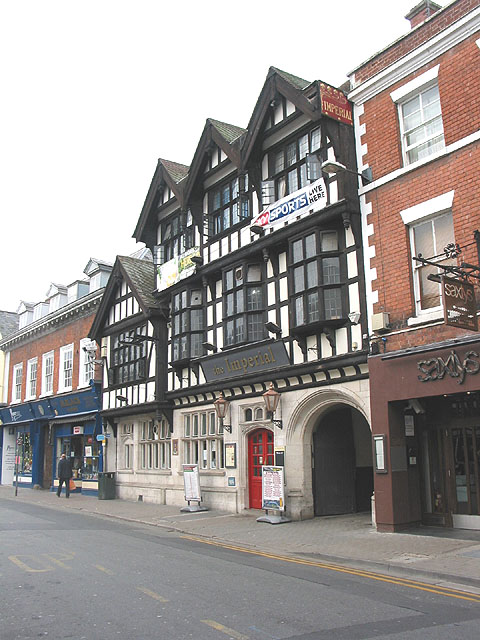
Het geboortehuis van Watkins in Hereford

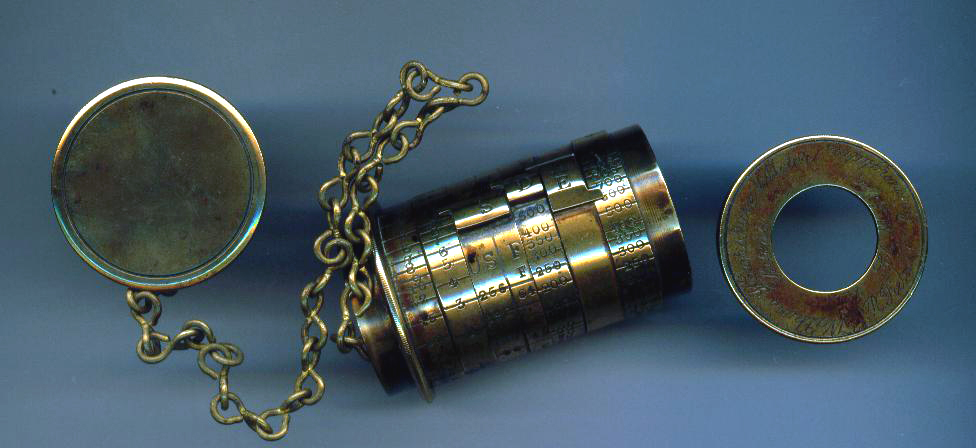
Een voorloper van de Bee Meter

Alfred Watkins (Hereford, 27 januari 1855 – 15 april 1935) was een Brits ondernemer en amateurarcheoloog. Hij poneerde de theorie van de leylijnen, een verondersteld netwerk van rechte lijnen in het (Britse) landschap.

## Biografie
Watkins was de zoon van een rijke ondernemer uit Hereford, die een graanmolen en een brouwerij bezat. Na de verkoop van de brouwerij was Watkins financieel onafhankelijk en kon hij zich wijden aan de wetenschappen. Hij maakte naam in de fotografie als uitvinder van de Bee Meter. Dit is een apparaat om belichtingstijden voor fotografie te berekenen. Hij werd opgenomen als lid van de Royal Photographic Society.
In 1921 presenteerde Watkins zijn theorie van de leylijnen. Op basis van topografische kaarten en eigen vaststellingen stelde hij dat doorheen Groot-Brittannië een netwerk van rechte lijnen liep, die oude grafheuvels, monumenten, heilige plaatsen, plassen en greppels verbonden. Hij verklaarde deze lijnen als oude handelsroutes van de prehistorische mens. In 1925 publiceerde hij zijn boek The Old Straight Track over dit onderwerp. Deze theorie kende enige bijval bij het publiek en al snel werden clubs opgericht om zelf op zoek te gaan naar leylijnen in het landschap. Door het wetenschappelijk establishment werd het bestaan van leylijnen verworpen.